# Sam Rockwell
Sam Rockwell (* 5. listopadu 1968 Daly City, Kalifornie, USA) je americký herec. Svou filmovou kariéru zahájil v roce 1989 ve filmu Clownhouse. Později hrál například ve filmech Charlieho andílci (2000), Zalknutí (2001), Duel Frost/Nixon (2008), Moon (2009), Iron Man 2 (2010), Odsouzení(2010), Sedm psychopatů (2012) a Nezapomenutelné prázdniny (2013).
V roce 2017 si zahrál v úspěšném snímku Tři billboardy kousek za Ebbingem. Za roli získal cenu Oscara v kategorii nejlepší herec ve vedlejší roli, cenu Zlatý glóbus a dvě Ceny Sdružení filmových a televizních herců. V roce 2018 získal druhou nominaci na Oscara za roli prezidenta George W. Bushe ve filmu Vice.

## Filmografie

### Film
| Rok  | Název                                           | Role                         | Poznámky            |
| ---- | ----------------------------------------------- | ---------------------------- | ------------------- |
| 1989 | Clownhouse                                      | Randy                        |                     |
| 1990 | Želví nindžové                                  | Head Thug                    |                     |
| 1991 | Pouze obchod                                    | Gary                         |                     |
| 1992 | Jack and His Friends                            | Louie                        |                     |
| 1992 | Průšvih                                         | Pauli                        |                     |
| 1992 | Muž bez spánku                                  | Jealous                      |                     |
| 1992 | Happy Hell Night                                | mladý Henry Collins          |                     |
| 1994 | Somebody to Love                                | polský občan                 |                     |
| 1994 | Pátrání po Jednookém Jimovi                     | jednooký Jimmy Hoyt          |                     |
| 1995 | Drunks                                          | Tony                         |                     |
| 1995 | Glory Daze                                      | Rob                          |                     |
| 1995 | Mercy                                           | Matty                        |                     |
| 1996 | Bad Liver and a Broken Heart                    | Broken Heart                 | krátkometrážní film |
| 1996 | Basquiat                                        | Thug                         |                     |
| 1996 | Život v sedmém nebi                             | The Kid, a.k.a. Bucky        |                     |
| 1997 | Na vlastní pěst                                 | Sonny                        |                     |
| 1997 | Lawn Dogs                                       | Trent Burns                  |                     |
| 1998 | The Call Back                                   | Alan / Christopher Walken    |                     |
| 1998 | Jerry & Tom                                     | Jerry                        |                     |
| 1998 | Louis & Frank                                   | Sam                          |                     |
| 1998 | Kasaři                                          | Sam                          |                     |
| 1998 | Celebrity                                       | Darrow Entourage             |                     |
| 1999 | Sen noci svatojánské                            | Francis Flute                |                     |
| 1999 | Zelená míle                                     | William "Wild Bill" Wharton  |                     |
| 1999 | Galaxy Quest                                    | Guy Fleegman                 |                     |
| 2000 | Charlieho andílci                               | Eric Knox                    |                     |
| 2001 | D.C. Smalls                                     | zpěvák karaoke               | krátkometrážní film |
| 2001 | Pretzel                                         | Sam                          |                     |
| 2001 | BigLove                                         | Nate                         | krátkometrážní film |
| 2001 | Ranaři                                          | hotelový poslíček            |                     |
| 2001 | Poslední loupež                                 | Jimmy Silk                   |                     |
| 2002 | 13 Moons                                        | Rick                         |                     |
| 2002 | Running Time                                    |                              | krátkometrážní film |
| 2002 | Bombakšeft                                      | Pero Mahalovic               |                     |
| 2002 | Milujte svého zabijáka                          | Chuck Barris                 |                     |
| 2002 | Stella Shorts 1998–2002                         | poslíček                     | krátkometrážní film |
| 2003 | Švindlíři                                       | Frank Mercer                 |                     |
| 2004 | Piccadilly Jim                                  | Piccadilly Jim / Jim Crocker |                     |
| 2005 | Stopařův průvodce po Galaxii                    | Zafod Bíblbrox               |                     |
| 2005 | The F Word                                      | Jeremy                       |                     |
| 2005 | Robin's Big Date                                | The Bat-man                  | krátkometrážní film |
| 2007 | Milovaný Joshua                                 | Brad Cairn                   |                     |
| 2007 | Sněžní andělé                                   | Glenn Marchand               |                     |
| 2007 | Zabití Jesseho Jamese zbabělcem Robertem Fordem | Charley Ford                 |                     |
| 2008 | Woman in Burka                                  | Sam                          | krátkometrážní film |
| 2008 | Zalknutí                                        | Victor Mancini               |                     |
| 2008 | Duel Frost/Nixon                                | James Reston Jr.             |                     |
| 2009 | The Winning Season                              | Bill                         | také producent      |
| 2009 | Moon                                            | Sam Bell                     |                     |
| 2009 | G-FORCE                                         | Darwin (hlas)                |                     |
| 2009 | Divnej týpek                                    | Bronco / Brutus              |                     |
| 2009 | Všichni jsou v pohodě                           | Robert Goode                 |                     |
| 2010 | Iron Man 2                                      | Justin Hammer                |                     |
| 2010 | F—K                                             | Sam                          | krátkometrážní film |
| 2010 | Odsouzení                                       | Kenneth Waters               |                     |
| 2011 | Gettysburg                                      | vypravěč                     | dokument            |
| 2011 | Kovbojové a vetřelci                            | Doc                          |                     |
| 2011 | Spratci na zabití                               | Karl                         |                     |
| 2012 | Sedm psychopatů                                 | Billy Bickle                 |                     |
| 2013 | Nezapomenutelné prázdniny                       | Owen                         |                     |
| 2013 | Jednou ranou                                    | John Moon                    |                     |
| 2013 | Věř mi                                          | Aldo Stankas                 |                     |
| 2013 | Muž na míru                                     | Gary                         |                     |
| 2013 | Blondýna na předpis                             | Douglas Varney               |                     |
| 2014 | Marvel One-Shot: All Hail the King              | Justin Hammer                | krátkometrážní film |
| 2014 | Laggies                                         | Craig Hunter                 |                     |
| 2014 | Profesionální flákači                           | Wayne                        |                     |
| 2015 | Hledači ohně                                    | Ray                          |                     |
| 2015 | Don Verdean                                     | Don Verdean                  |                     |
| 2015 | Poltergeist                                     | Eric Bowen                   |                     |
| 2015 | Pan Dokonalý                                    | Pan Dokonalý / Francis Munch |                     |
| 2017 | Axis                                            | sám sebe (hlas)              |                     |
| 2017 | The Dark of Night                               | strážník Witt                | krátkometrážní film |
| 2017 | Tři billboardy kousek za Ebbingem               | strážník Jason Dixon         |                     |
| 2017 | Žena jde napřed                                 | poručík Silas Grove          |                     |
| 2018 | Blaze                                           | Oilman #1                    |                     |
| 2018 | Mute                                            | Sam Bell                     |                     |
| 2018 | Blue Iguana                                     | Eddie                        |                     |
| 2018 | Vice                                            | George W. Bush               |                     |
| 2019 | The Best of Enemies                             | C. P. Ellis                  |                     |
| 2019 | Richard Jewell                                  | Watson Bryant                |                     |
| 2019 | Králíček Jojo                                   | kapitán Klenzendorf          |                     |
| 2020 | Trollové: Světové turné                         | Hickory (hlas)               |                     |
| 2020 | Ivan je jen jeden                               | Ivan (hlas)                  |                     |
| 2022 | Zlouni                                          | Pan Vlk (hlas)               |                     |
| 2022 | Vražda v Londýně                                | inspektor Stoppard           |                     |
| 2024 | Imaginární přátelé                              | Super pes (hlas)             |                     |
| 2024 | Argylle: Tajný agent                            | Aidan Wilde                  |                     |
| 2025 | Zlouni 2                                        | Pan Vlk (hlas)               | postprodukce        |

### Televize
| Rok       | Název                           | Role                             | Poznámky                                         |
| --------- | ------------------------------- | -------------------------------- | ------------------------------------------------ |
| 1988      | The Equalizer                   | Slick                            | díl: „The Child Broker“                          |
| 1989      | Dream Street                    | Joey                             | díl: „Girl's Talk“                               |
| 1990      | ABC Afterschool Special         | Jason                            | díl: „Over the Limit“                            |
| 1992–1993 | Zákon a pořádek                 | Randy Borland, strážník Weddeker | 2 díly                                           |
| 1993      | Lifestories: Families in Crisis | Kevin Tunell                     | díl: „Dead Drunk: The Kevin Tunell Story“        |
| 1995      | Policie New York                | Billy                            | díl: „Torah! Torah! Torah!“                      |
| 1997      | Subway Stories                  | muž, který jí                    | TV film                                          |
| 1997–2000 | Prince Street                   | Donny Hanson                     | 6 dílů                                           |
| 2005      | Stella                          | Gary Meadows                     | díl: „Office Party“                              |
| 2012      | Napoleon Dynamite               | Filson (hlas)                    | díl: „FFA“                                       |
| 2015      | Drunk History                   | Bugsy Siegel                     | díl: „Las Vegas“                                 |
| 2015–2021 | R jako rodina                   | Vic Reynolds (hlas)              | 44 dílů                                          |
| 2016      | Amyino plodné lůno              | Sam                              | díl: „Fame“                                      |
| 2018      | Saturday Night Live             | Sám sebe/moderátor               | díl: „Sam Rockwell/Halsey“                       |
| 2019      | Fosse/Verdonová                 | Bob Fosse                        | mini-série, 8 dílů                               |
| 2020      | Home Movie: The Princess Bride  | Westley                          | díl: „Chapter Five: Life Is Pain“                |
| 2023      | Co kdyby...?                    | Justin Hammer                    | díl: „Co kdyby... Happy Hogan zachránil Vánoce?“ |
| 2025      | Bílý lotos                      | Frank                            | 4 díly                                           |

### Videohry
| Rok  | Název        | Role            |
| ---- | ------------ | --------------- |
| 2009 | G-Force      | Darwin          |
| 2016 | Dishonored 2 | Mortimer Ramsey |

### Divadlo
| Rok  | Název                  | Role   |
| ---- | ---------------------- | ------ |
| 2001 | Zoo Story              | Jerry  |
| 2001 | Dumb Waiter            | Gus    |
| 2010 | A Behanding in Spokane | Mervyn |
| 2015 | Fool for Love          | Eddie  |
| 2022 | American Buffalo       | Učitel |